# 阿哌奥诺基
阿哌奥诺基，商品名為Zolgensma，中文商品名為諾健生，是一种基因治疗用药物，用于治疗脊髓性肌肉萎缩症（Spinal Muscular Atrophy），為非複製的重組型第 9 血清型腺相關病毒載體（Adeno-associated viruses 9, AAV9），內含運動神經元存活基因（Survival of motor neuron）的互補DNA（complementary DNA, cDNA）。

## 簡介
阿哌奥诺基直接以SMA突變基因為靶向，通過腺相關病毒載體，向患者體內的目標運動神經元遞送1份全功能的人類SMN基因。只需通過靜脈注射用藥1次，即可使患兒的運動神經元SMN蛋白實現表達，提高脊髓性肌萎縮症患者的生存率。
此藥最常見的副作用是肝酶水平升高和嘔吐，故而患者在用藥之前應進行肝功能檢查，用藥後也要對肝功能進行為期至少3個月的監測。
阿哌奥诺基由诺华子公司AveXis研发。该药物市场价为2,125,000美元，截至2019年是世界上最昂贵的药物。

## 另見
另兩種獲准使用的SMA藥物：
- 諾西那生鈉（Nusinersen，渤健公司研製）
- Evrysdi（羅氏藥廠研製）